# Cundletown
Cundletown är en ort i Australien. Den ligger i kommunen Greater Taree och delstaten New South Wales, i den sydöstra delen av landet, omkring 250 kilometer nordost om delstatshuvudstaden Sydney. Antalet invånare är 2 148.
Närmaste större samhälle är Taree, nära Cundletown. 
Omgivningarna runt Cundletown är en mosaik av jordbruksmark och naturlig växtlighet. Runt Cundletown är det glesbefolkat, med 12 invånare per kvadratkilometer. Genomsnittlig årsnederbörd är 1 825 millimeter. Den regnigaste månaden är februari, med i genomsnitt 359 mm nederbörd, och den torraste är oktober, med 41 mm nederbörd.